# Teen Beach Movie
Teen Beach Movie ist ein US-amerikanischer Fernsehfilm von Jeffrey Hornaday aus dem Jahr 2013 mit Ross Lynch und Maia Mitchell in den Hauptrollen. Der Disney Channel Original Movie feierte am 19. Juli 2013 auf dem US-amerikanischen Disney Channel Premiere. Die deutschsprachige Erstausstrahlung erfolgte am 20. Juli 2013 beim deutschen Ableger des Senders.

## Handlung
Die beiden Teenager Brady und McKenzie lieben das Surfen. Kurz bevor McKenzie abreisen muss, um ihre Karriere zu starten, begibt sich McKenzie bei schlechtem Wetter beim Surfen in Gefahr und Brady versucht sie zu retten. Dabei wird das Liebespärchen auf magische Weise in den Strandpartyfilm Wet Side Story im 1960er-Jahre-Ambiente transportiert. In dem Film tanzen und singen die Biker und Surfer um die Vorherrschaft über den Strand. Brady ist begeistert, da Wet Side Story sein Lieblingsfilm ist. Doch den Teenagern wird schnell klar, dass der Film ihre Persönlichkeit verändert und sie wollen so schnell wie möglich in die Gegenwart zurückkehren. Doch die Rückkehr in die Realität kann nur klappen, wenn die Handlung des Filmes nicht verändert wird. Dies ist leichter gesagt als getan, da sich der Surfer Tanner in McKenzie verliebt und Rockermädchen Lela ein Auge auf Brady wirft.
Letztlich schaffen sie es aber doch, das eigentlich zusammen gehörende Paar (wieder) zu verkuppeln, wodurch die Rivalität zwischen den beiden Gruppen beendet wird. Und nach dem  gemeinschaftlichen Bezwingen eines klassischen Bösewichts in einem Leuchtturm, der die Strandbar (den Treffpunkt der von Surfern und Bikern) abreißen und durch Hotelbauten ersetzen will, gelangen Brady und McKenzie wieder zurück ins reale Leben.

## Produktion und Veröffentlichung
Produktion
Anfang 2012 kündigte der Disney Channel den Musikfilm Teen Beach Musical für den Sommer 2013 an. Für 8 Millionen US-Dollar entstand der Film im Januar 2012 in Puerto Rico. Somit ist dies der dritte Disney Channel Original Movie nach Prinzessinnen Schutzprogramm und Die Zauberer vom Waverly Place – Der Film, der in Puerto Rico produziert wurde. Gedreht wurde hauptsächlich in den Städten Fajardo und Bayamón.
Veröffentlichung
Die Erstausstrahlung auf dem US-amerikanischen Disney Channel am 19. Juli 2013 verfolgten 8,39 Millionen Zuschauer, was ihn zum erfolgreichsten Film aus dem Jahr 2013 und zum bis dato fünft erfolgreichsten Disney Channel Original Movie aller Zeiten macht. Die DVD-Veröffentlichung in den USA erfolgte am 30. Juli 2013.
In Deutschland wird der Film am 20. Juli 2013 auf dem deutschen Ableger des Disney Channels ausgestrahlt. Die Free-TV-Premiere erfolgte am 6. August 2013 zur Hauptsendezeit auf Super RTL. Zwei Tage später erschien der Film in Deutschland auf DVD.

## Besetzung und Synchronisation
Die deutsche Synchronisation entstand unter der Dialogregie von Nana Spier durch die Synchronfirma SDI Media Germany GmbH in Berlin.
| Rollenname    | Schauspieler/in  | Synchronsprecher/in |
| ------------- | ---------------- | ------------------- |
| Brady         | Ross Lynch       | Marcel Mann         |
| McKenzie      | Maia Mitchell    | Kristina Tietz      |
| Lela          | Grace Phipps     | Shanti Chakraborty  |
| Tanner        | Garrett Clayton  | Roman Wolko         |
| Seacat        | Jordan Fisher    | Nico Sablik         |
| Butchy        | John DeLuca      | Dirk Petrick        |
| Cheechee      | Chrissie Fit     | Julia Stoepel       |
| Rascal        | Kent Boyd        | Christian Zeiger    |
| Giggles       | Mollee Gray      | Esra Vural          |
| Dr. Fusion    | Kevin Chamberlin | Lutz Schnell        |
| Les Camembert | Steve Valentine  | Oliver Feld         |
| Big Poppa     | Barry Bostwick   | Bodo Wolf           |

## Soundtrack
Der Soundtrack erschien am 16. Juli 2013 in den Vereinigten Staaten und in Deutschland.
| #   | Titel                                          | Interpret                                                                    | Länge |
| --- | ---------------------------------------------- | ---------------------------------------------------------------------------- | ----- |
| 1.  | Oxygen                                         | Maia Mitchell                                                                | 3:01  |
| 2.  | Surf Crazy                                     | Spencer Lee, Teen Beach Movie-Cast & Keely Hawkes                            | 3:02  |
| 3.  | Cruisin' for a Bruisin'                        | Ross Lynch, John Deluca & Grace Phipps                                       | 3:15  |
| 4.  | Falling for Ya                                 | Grace Phipps                                                                 | 3:12  |
| 5.  | Meant to Be                                    | Ross Lynch, Spencer Lee, Maia Mitchell, Grace Phipps & Garrett Clayton       | 3:40  |
| 6.  | Like Me                                        | Maia Mitchell, Teen Beach Movie-Cast, Grace Phipps, Ross Lynch & Spencer Lee | 3:18  |
| 7.  | Meant to Be (Reprise 1)                        | Spencer Lee & Grace Phipps                                                   | 1:40  |
| 8.  | Can't Stop Singing                             | Ross Lynch & Maia Mitchell                                                   | 2:25  |
| 9.  | Meant to Be (Reprise 2)                        | Ross Lynch & Maia Mitchell                                                   | 0:34  |
| 10. | Surf’s Up                                      | Ross Lynch, Maia Mitchell & Teen Beach Movie-Cast                            | 3:01  |
| 11. | Coolest Cats in Town                           | Grace Phipps, Spencer Lee & Jason Evigan                                     | 2:45  |
| 12. | Surf Crazy Finale                              | Teen Beach Movie-Cast                                                        | 2:31  |
| 13. | Cruisin' for a Bruisin' (Instrumental-Version) |                                                                              | 3:15  |
| 14. | Falling For Ya (Instrumental-Version)          |                                                                              | 3:12  |
| 15. | Surf's Up (Instrumental-Version)               |                                                                              | 2:58  |

## Kritiken
„Ein B-Movie in jeder Hinsicht, aber die Mitspieler hatten sichtlich Spaß, Musik und Tanz kommen flott rüber, und nichts wird allzu ernst genommen. »Zielgruppengerechter Zeitreisepartyspaß«“

## Fortsetzung
Am 27. April 2014 kündigte der Disney Channel die Fortsetzung des Filmes, Teen Beach 2, für den 26. Juni 2015 auf dem Disney Channel an. Die deutsche Erstausstrahlung fand am 26. Juli 2015 auf Disney Cinemagic statt. Die Dreharbeiten begannen im Juli 2014 und Ross Lynch, Maia Mitchell, Grace Phipps, Garrett Clayton und John DeLuca spielten erneut die Hauptrollen.